# Площадь Гарегина Нжде (станция метро)
Пло́щадь Гареги́на Нжде (Гареги́н Нждехи́ Храпара́к, арм. Գարեգին Նժդեհի Հրապարակ; в 1987-1992 годах — «Площадь Спандаряна») — конечная станция Ереванского метрополитена.

## История
Открыта 4 января 1987 года в составе четвёртого пускового участка Ереванского метрополитена «Шенгавит» — «Пл. Гарегина Нжде». Первоначально называлась «Площадь Спандаряна». В 1992 году была переименована и получила нынешнее название.

## Описание
Станция является конечной и расположена на юге Еревана, в административном районе Шенгавит, на площади Гарегина Нжде. Станция названа в честь армянского военного и политического деятеля, национального героя Армении и основоположника цехакронизма Гарегина Нжде.

## Оформление
Пилонная станция глубокого заложения. Проходы между пилонами в боковые залы из центрального, выполнены в форме арок из белого мрамора. Сами пилоны облицованы гранитом тёмно-коричневого тона и украшены портретами исторических армянских деятелей, среди которых и сам Гарегин Нжде. Архитектор — заслуженный архитектор Армянской ССР Левон Геворкян.

## Путевое развитие
За станцией расположен трёхпутный, пятистрелочный оборотный тупик.